# Brick and mortar

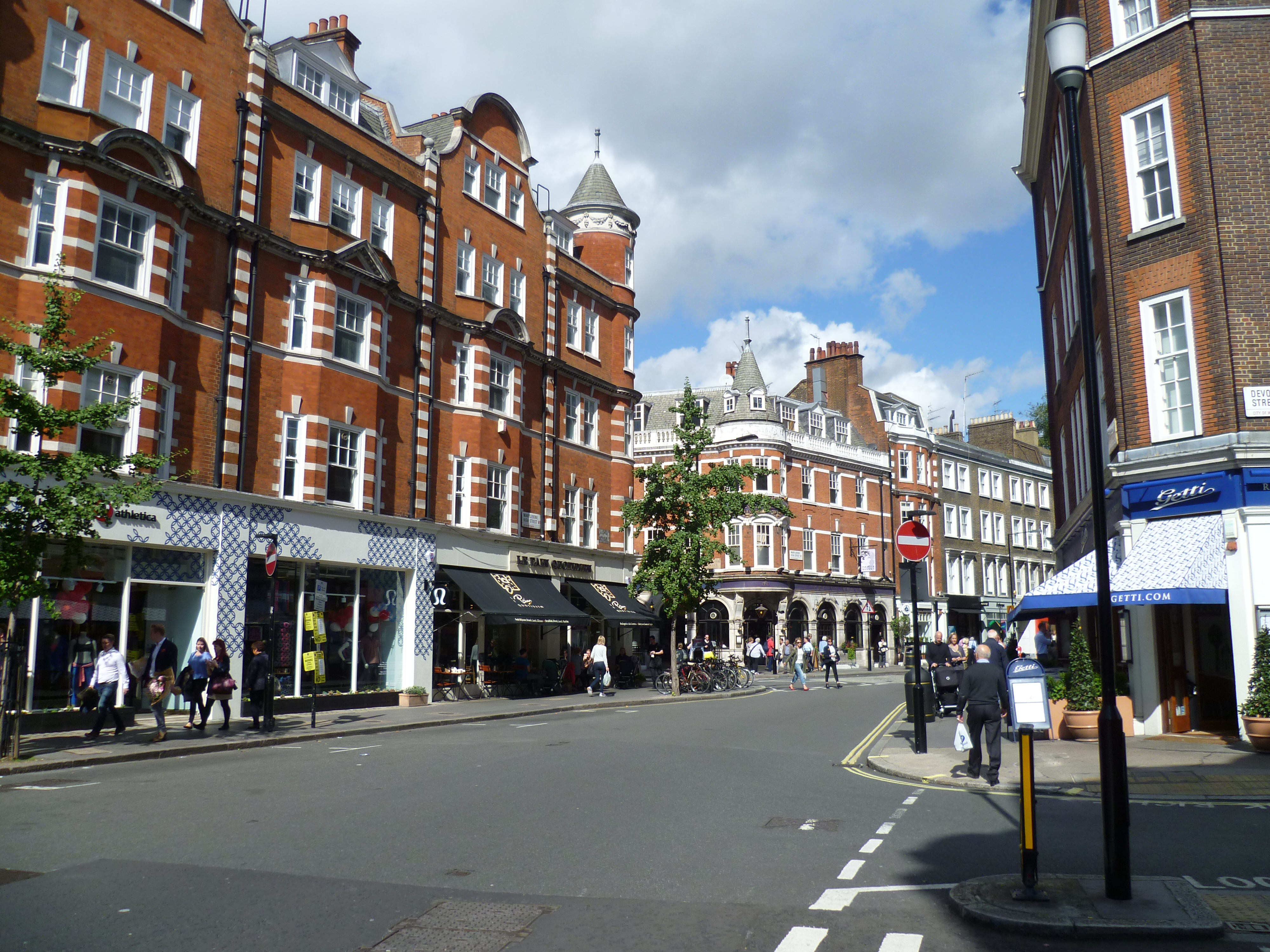
Negozi al dettaglio brick and mortar Marylebone High Street, Londra

Con il termine Brick and mortar (B&M) o Brick and mortar company si identifica un'attività legata all'economia reale, caratterizzata dunque dall'esistenza di strutture aziendali fisiche, in cui i clienti possono recarsi di persona per vedere ed acquistare i prodotti. Negli anni 2000 il termine è entrato nel linguaggio comune, a indicare la differenza tra aziende "fisiche", dette la Old economy, in opposizione a quelle della New economy.

## Etimologia
Il termine inglese significa letteralmente "mattone e malta" cioè i materiali da costruzione edile più tradizionali che esistono.
Questo termine viene solitamente utilizzato in contrasto con un'attività transitoria o una presenza esclusivamente su Internet, come i negozi completamente online, che non hanno una presenza fisica che gli acquirenti possano visitare, parlare con il personale di persona, toccare e maneggiare i prodotti e acquistare dall'azienda in persona. Tuttavia, tali attività online normalmente dispongono di strutture fisiche non pubbliche da cui gestiscono le operazioni commerciali (ad esempio, la sede centrale dell'azienda e le strutture di back office) e/o magazzini per lo stoccaggio e la distribuzione dei prodotti. Preoccupazioni come il traffico pedonale, la visibilità del negozio e il design degli interni accattivante si applicano alle attività brick and mortar piuttosto che a quelle online. Un'azienda esclusivamente online deve disporre di un sito Web attraente e ben progettato, di un sistema di e-commerce affidabile per i pagamenti, di un buon servizio di consegna o spedizione e di tattiche di marketing online efficaci per indirizzare il traffico Web al sito. I governi stanno anche adottando approcci di e-government, ovvero l’uso di servizi online per i cittadini per consentire loro di compilare moduli governativi, pagare le tasse e registrarsi online per i programmi governativi; questi servizi mirano a ridurre i costi fisici (affitto/acquisto di edifici e costi del personale) e a migliorare i servizi ai cittadini (offrendo accesso 24 ore su 24, 7 giorni su 7 a informazioni e servizi).
Il termine fu originariamente usato dal romanziere americano del XIX secolo Herman Melville nel libro Moby Dick (capitolo 96). Anche il termine brick-and-mortar businesses è un retronimo, in quanto la maggior parte dei negozi aveva una presenza fisica prima dell'avvento di Internet. Il termine è applicabile anche in un’era pre-Internet, quando si contrappongono le aziende con presenza fisica al dettaglio a quelle che operavano esclusivamente in modalità di ordine per posta prima di Internet.

## Storia

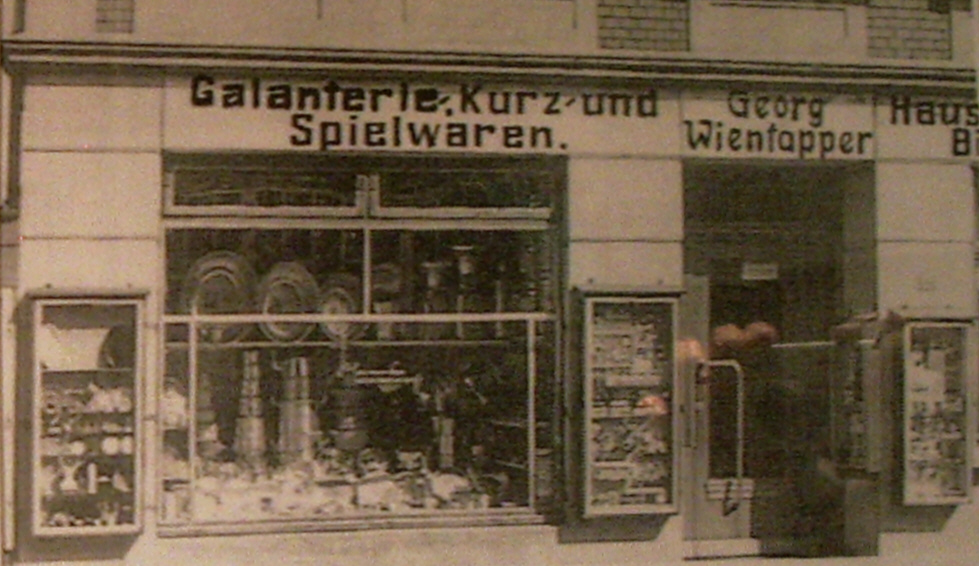
Il negozio Galanterie-, Kurz- und Spielwaren-Laden a Uetersen, Germania, nel 1901.

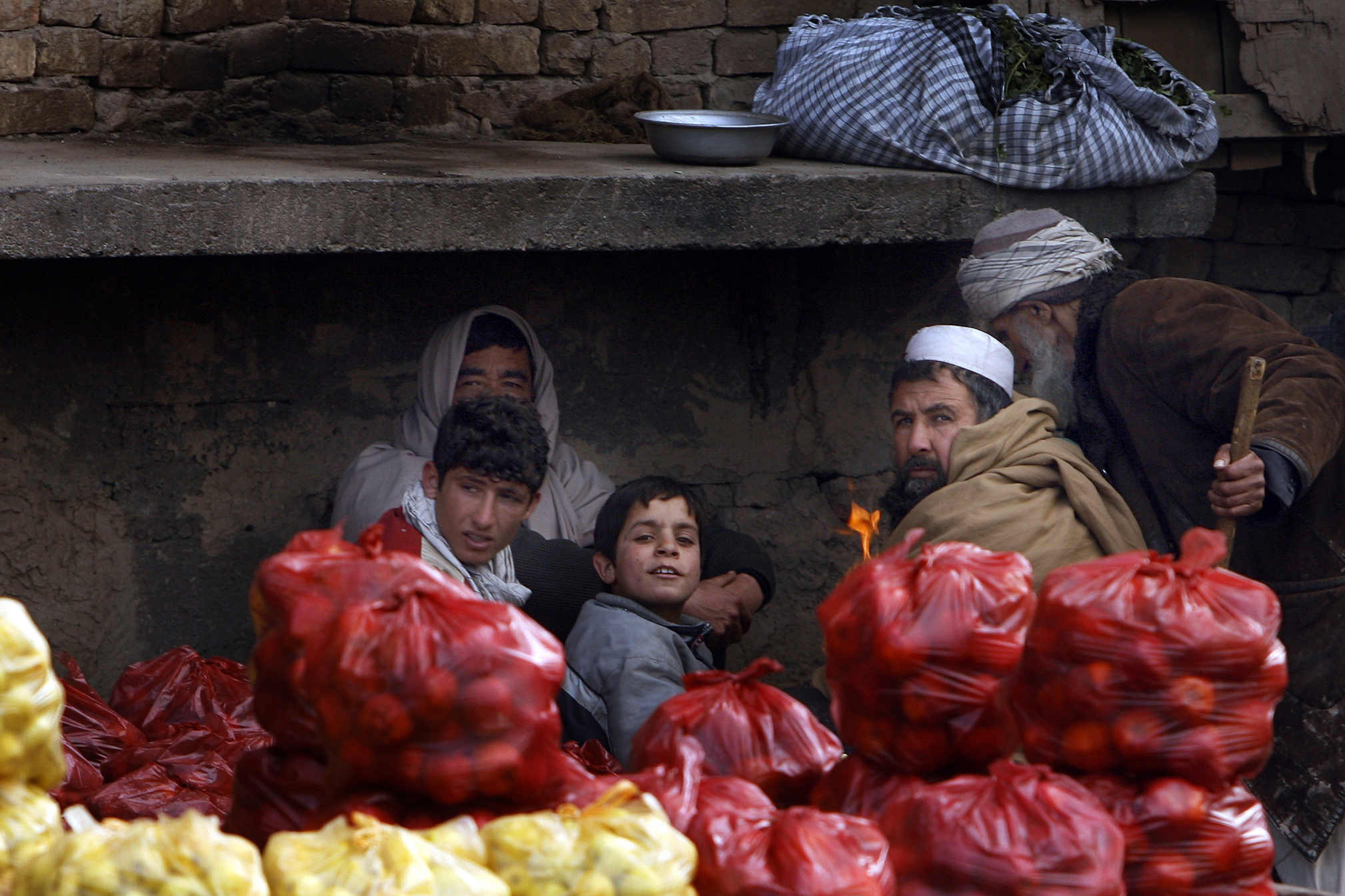
Una bancarella di frutta al mercato di un villaggio in Afghanistan, 2009.

La storia delle attività commerciali di brick and mortar non può essere datata con precisione, ma esisteva nelle prime bancarelle dei venditori nelle prime città (già nel 7500 a.C.), dove i mercanti portavano i loro prodotti agricoli, vasi di terracotta e abiti fatti a mano da vendere nel mercato del villaggio. Le attività brick and mortar rimangono importanti negli anni 2020, sebbene molti negozi e servizi, che vanno dai negozi di elettronica di consumo ai negozi di abbigliamento e persino ai negozi di alimentari, abbiano iniziato a offrire acquisti online. Questa presenza fisica, sia che si tratti di un negozio al dettaglio, di un punto di assistenza clienti con personale, dove i clienti possono recarsi di persona per porre domande su un prodotto o servizio, o di un centro di assistenza o di una struttura di riparazione dove i clienti possono portare i loro prodotti, ha svolto un ruolo cruciale ruolo nella fornitura di beni e servizi ai consumatori nel corso della storia.
Tutti i grandi rivenditori nel XIX e nella prima metà del XX secolo iniziarono con una presenza fisica più piccola, che aumentò con la crescita delle attività. Un esempio di ciò è McDonald's, un'azienda che ha iniziato con un piccolo ristorante e nel 2023 conta circa 40.000 ristoranti in oltre 120 paesi e prevede di crescere ulteriormente; questo dimostra l'importanza di avere una presenza fisica. Per molte piccole imprese, il loro modello di business è per lo più limitato a un modello fisico, come un ristorante o un servizio di lavaggio a secco. Tuttavia, anche le aziende basate sui servizi possono utilizzare siti Web e "app" per raggiungere nuovi clienti o migliorare i propri servizi. Ad esempio, un servizio di lavaggio a secco potrebbe utilizzare un sito Web per far conoscere ai clienti gli orari e l'ubicazione dei propri negozi brick and mortar.

## Declino
Netflix, un sito di streaming di film online fondato nel 1997, è un esempio di come un'attività online abbia influenzato le attività B&M come i negozi di noleggio video. Dopo che Netflix e società simili sono diventate popolari, i tradizionali negozi di noleggio di DVD come Blockbuster LLC hanno cessato l'attività. I clienti preferivano poter guardare istantaneamente film e programmi TV utilizzando lo "streaming", senza doversi recare in un negozio fisico per noleggiare un DVD, per poi tornare in negozio per restituire il DVD. "La rapida ascesa dello streaming di film online offerto da aziende del calibro di Lovefilm e Netflix ha reso il modello di business di Blockbuster [noleggio] di video e DVD praticamente obsoleto."
C'è stato un aumento dei rivenditori online negli anni 2000, poiché le persone utilizzano l'e-commerce (vendite online) per soddisfare bisogni di base che vanno dalla spesa all'acquisto di libri. Anche le vendite tramite dispositivi mobili come tablet e smartphone sono aumentate negli anni 2000: "Mentre le vendite online totali sono aumentate del 18% su base annua a dicembre fino a £ 11,1 [miliardi], secondo gli ultimi dati [gennaio 2014] di e IMRG e la società di consulenza Capgemini, le vendite tramite dispositivi mobili sono raddoppiate arrivando a £ 3 [miliardi].'
L’aumento delle famiglie in cui entrambi gli adulti lavorano fuori casa, combinato con la comodità di fare acquisti e acquistare prodotti e servizi online, ha diminuito il numero di clienti che si recano nei punti vendita, poiché i consumatori possono accedere alle stesse informazioni su prodotti e servizi senza pagare per gas, parcheggio e altri costi, risparmiando così tempo e denaro. "I consumatori di oggi conducono una vita frenetica e fare acquisti [brick and mortar] richiede tempo. Spesso è un compito [impegnativo]. I consumatori trovano che fare ricerche e fare acquisti sul Web è molto più conveniente delle visite fisiche." Le aziende brick and mortar non si limitano ad avere solo una presenza fisica, ma possono anche avere una presenza online come Tesco, che offre un servizio di generi alimentari online e una presenza al dettaglio brick and mortar.

## Vantaggi

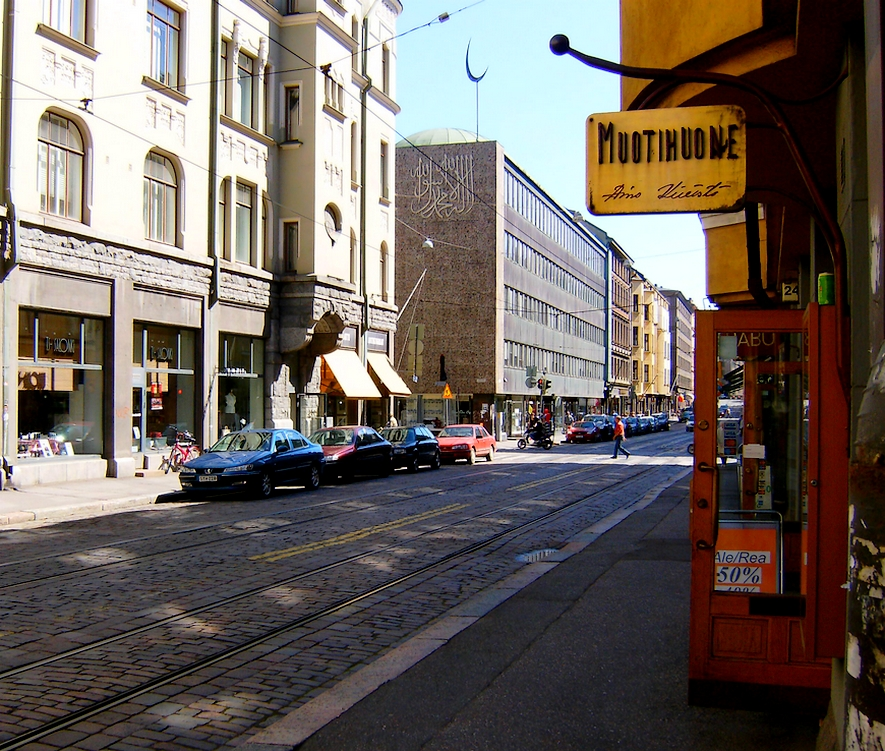
Negozi al dettaglio brick and mortar lungo la via Fredrikinkatu nel centro di Helsinki, Finlandia

La presenza di strutture brick and mortar può apportare molti vantaggi alle imprese;
- Servizio clienti: il servizio clienti faccia a faccia può contribuire notevolmente ad aumentare le vendite di un'azienda e a migliorare la soddisfazione del cliente. Quando i clienti possono riportare un prodotto in negozio per porre domande al personale o aiutarlo a imparare a usarlo, possono sentirsi più soddisfatti del loro acquisto. La ricerca ha dimostrato che l'86% dei clienti pagherebbe di più per un prodotto se ha ricevuto un ottimo servizio clienti[11].
- Interazione faccia a faccia: molti consumatori preferiscono poter toccare i prodotti, sperimentarli e testarli prima di acquistarli. Ciò viene spesso attribuito ai Baby Boomer, ai clienti della Generazione X e agli anziani che sono abituati a un approccio più tradizionale di persona quando si tratta di fare acquisti e preferiscono avere una dimostrazione di prodotti o servizi, soprattutto quando si acquista una nuova tecnologia[12]. Altri studi mostrano, a parità di prezzo, una preferenza del 90% per l'esperienza di acquisto di persona, anche tra gli adolescenti, che combinano l'interazione sociale con lo shopping. D'altro canto, molti di questi consumatori si dedicano allo showrooming: provano vestiti o esaminano in altro modo la merce in negozio, e poi acquistano online a prezzi più convenienti[13].
- Fiducia: il commercio online presenta un rischio maggiore di frode su Internet e pertanto alcuni consumatori potrebbero essere contrari ad esso[14].

## Svantaggi
L’approccio “brick and mortar” presenta anche diversi inconvenienti.

### Nuove imprese e costi fissi
I costi fissi rappresentano una sfida seria per le aziende B&M. I costi fissi sono pagamenti che un'azienda deve effettuare per elementi come l'affitto di un negozio e pagamenti mensili per servizi come un allarme di sicurezza. I costi fissi rimangono gli stessi per un'azienda anche se accelera le sue attività o le riduce durante un periodo lento. Al contrario, i costi variabili cambiano man mano che un’azienda aumenta o diminuisce le proprie attività. I costi variabili comprendono la retribuzione (per i dipendenti pagati a ore) e l'elettricità per il funzionamento dei macchinari utilizzati dall'azienda durante l'orario di lavoro. Se un’azienda aumenta le sue ore di attività, la sua paga oraria e la bolletta elettrica aumenteranno, ma i costi di affitto e allarme di sicurezza rimarranno gli stessi (supponendo che l’azienda non aggiunga ulteriori sedi). Le startup e altre piccole imprese in genere hanno difficoltà a pagare tutti i costi fissi che fanno parte della loro impresa. La ricerca mostra che il 70% delle nuove imprese startup fallisce entro i primi 10 anni.

### Scomodo per i clienti con uno stile di vita frenetico
Negli anni 2020 le persone hanno stili di vita più impegnativi, con più famiglie con entrambi gli adulti che lavorano, e quindi trovano più difficile trovare il tempo per andare fisicamente a fare acquisti nei negozi e nei servizi. Inoltre, in molte città gli ingorghi e la congestione sulle strade hanno reso più stressante e dispendioso in termini di tempo raggiungere i luoghi fisici per fare acquisti. Per queste persone sono più convenienti lo shopping online e i servizi online, a cui i consumatori possono accedere da un laptop o smartphone connesso a Internet.

### Prodotti costosi e di lusso
B&M aumenta i costi fissi per qualsiasi attività commerciale, pertanto i prodotti venduti nei negozi fisici tendono ad essere più costosi rispetto ai negozi online. Per i negozi che vendono prodotti o servizi costosi in formato B&M, i clienti si aspettano belle vetrine, decorazioni raffinate nello stabilimento e venditori ben vestiti che guadagnano commissioni elevate sulle loro vendite. Alcuni parrucchieri di fascia alta e negozi di auto di lusso offrono anche comodità come caffè espresso e acqua in bottiglia gratuiti, che si aggiungono ai costi generali della vendita di questi prodotti e servizi. I negozi online, anche quelli di beni di lusso, non devono pagare per i negozi al dettaglio e i venditori di fascia alta. Tuttavia, i negozi online di fascia alta in genere sostengono costi più elevati per la loro presenza online, perché hanno bisogno di funzioni Web 2.0 all'avanguardia sul loro sito web, un sito progettato in modo professionale e, in alcuni casi, personale disponibile per rispondere alle telefonate, e-mail e domande "chat" online.

### Disponibilità di stock più ampia online
I prodotti potrebbero essere esauriti in negozi al dettaglio brick and mortar relativamente piccoli e, a causa dello spazio limitato nei negozi al dettaglio di piccole imprese, questi stabilimenti potrebbero essere in grado di trasportare solo alcuni tipi di ciascun prodotto. I negozi online sono in grado di avere un'enorme quantità di scorte in numerosi grandi magazzini (ad esempio, Amazon.com ha magazzini in numerose località da cui spedisce i suoi prodotti) che può spedire rapidamente. Un negozio online può essere in grado di ordinare prodotti da un gran numero di magazzini geograficamente dispersi, anche magazzini posseduti e gestiti da terzi (ad esempio, aziende più piccole), che sono collegati alla grande azienda tramite Internet.

### Code di attesa
Le code (file e sale d'attesa) sono parte integrante delle attività di vendita al dettaglio B&M, a causa dei vincoli fisici e delle limitazioni sul numero di personale che l'azienda può permettersi di assumere. Un negozio fisico può avere solo pochi venditori per servire i clienti, quindi molti clienti potrebbero dover aspettare in fila durante le ore di punta. Per alleviare lo stress dell'attesa, alcuni negozi B&M forniscono TV a grande schermo con trasmissione via cavo, caffè e giornali gratuiti; sebbene queste sottigliezze migliorino l'esperienza del cliente, si aggiungono ai costi di gestione di una struttura B&M. D'altra parte, un negozio virtuale online in cui i clienti selezionano i propri acquisti in un "carrello della spesa" virtuale e li pagano utilizzando approcci di e-commerce, potrebbe essere in grado di servire migliaia di clienti contemporaneamente.

## Governo elettronico
A partire dagli anni ’90 e all’inizio degli anni 2000, molti governi dei paesi industrializzati hanno iniziato a offrire servizi di e-government ai cittadini. I servizi governativi online sono offerti da una serie di dipartimenti e agenzie governative, che vanno dai dipartimenti dei veicoli a motore (immatricolazione online dell'auto), polizia (pagamento online delle multe per eccesso di velocità), servizi comunali (pagamento online delle multe per il parcheggio o richiesta di riempimento di una buca) e servizi pubblici online, servizi sociali (registrazione per l'assistenza sociale o l'assicurazione contro la disoccupazione) e dipartimenti fiscali (pagamento di una fattura fiscale o presentazione di una dichiarazione dei redditi online). Molti governi utilizzano servizi elettronici per fornire informazioni online ai cittadini (ad esempio, guide di "aiuto", elenchi di domande frequenti, manuali per i candidati ai programmi governativi, ecc.), risparmiando così sulla necessità di call center dove i cittadini possono chiamare per porre domande o luoghi di servizi fisici dove i cittadini possono venire di persona per chiedere informazioni su moduli o servizi governativi.
Questi servizi governativi online mirano a due obiettivi: ridurre i costi per i governi e migliorare il servizio ai clienti. Offrendo questi servizi e informazioni online, i governi risparmiano denaro, perché non devono offrire tanti centri di assistenza clienti brick and mortar dove i cittadini possono venire a compilare questi moduli e pagare le bollette governative. I governi che offrono servizi elettronici possono anche operare con meno dipendenti pubblici e quindi con meno costi salariali e previdenziali, poiché i cittadini che utilizzano i servizi online generalmente svolgono tutte le attività amministrative (ad esempio, scaricare un modulo, compilare un modulo, cercare indicazioni in un manuale di "aiuto" in linea, pagando le tariffe) utilizzando il proprio computer di casa. I servizi di e-government migliorano anche i servizi per i cittadini che hanno accesso a un computer, a Internet e a un metodo di pagamento online (ad esempio, carta di credito o PayPal), perché questi cittadini non sono limitati dalle ore 9:00-17:00 o 8:00-14:00. alle ore lavorative della maggior parte degli uffici pubblici fisici e i cittadini non devono sostenere i costi di trasporto (ad esempio, biglietti dell'autobus, benzina, parcheggio, ecc.) associati al recarsi in un luogo fisico. Tuttavia, i servizi elettronici governativi non aiutano tutti i cittadini, a causa del divario digitale; i cittadini che vivono in condizioni di povertà, che sono senza casa o che vivono in regioni rurali o remote potrebbero non avere accesso a Internet ad alta velocità. Questi cittadini, così come coloro che non hanno dimestichezza con i computer o coloro che non sanno come usarli, il che in pratica significa gli anziani, non possono beneficiare dei servizi elettronici.